# Урегир

Тамга племени урегир согласно Махмуду аль-Кашгари

Урегир (туркм. Üregir; также уракир, уркир, уркиз, уркез, юрегир) — древнее туркменское племя, одно 24-х самых ранних туркменских (огузских) племен, ведущих свое происхождение от внуков родоначальника туркмен Огуз-хана.

## Происхождение

Туркмен на ахалтекинском коне

Саммое раннее из известных упоминаний племени урегир в письменной литературе относится к XI в., когда выдайющийся караханидский филолог и лексикограф XI—XII вв. Махмуда аль-Кашгари указал его в своем энциклопедическом словаре тюркского языка Диван лугат ат-турк в составе 22 огузских (туркменских) племен:
«Огуз — одно из тюркских племен (кабиле), они же туркмены. Они состоят из 22 родов…Пятнадцатый — Урегир, а также Юрегир…».
В своем историческом труде Джами ат-Таварих (Сборник летописей), средневековый историк и государственный деятель Государства Хулагуидов Фазлуллах Раши ад-Дин, упомянул племя урегир как одно из 24-х туркменских (огузских) племен, прямых потомков внуков Огуз-хана, а значение названия объясняется как «всегда делающий хорошее дело и в порядке дарящий». Автор исторического труда Родословная туркмен, Хивинский хан и историк XVII в. Абу-л-Гази, пишет о 24-х древних туркменских племенах, одним из которых является урегир, что по Абу-л-Гази означает «добродетельный».
О племени урегир, как одном из 24-х древнейших туркменских племен, также сообщает туркменский историк XVI в. Салар-Баба.
Советский китаист и тюрколог Ю.Зуев на основе анализа племенных названий и тамгового материала из сочинения государства Тан VIII—X в. «Танхуйяо», отождествляет целый ряд центральноазиатских тюркских племен с рядом древних туркменских племен, в том числе и с урегир.
Туркменский историк О.Гундогдыев отождествляет гуннское племя «урог» с племенем урегир.

## История
Представители туркменского племени урегир были основателями средневековой правящей династии и одноименного государства Рамазаногуллары на территории Малой Азии, впоследствии ставшего частью Османской империи. 

## Этнонимия
В настоящее время племя урегир входит в качестве рода в состав туркменских этнографических групп арсары и игдир.

## Топонимика
В связи с миграциями туркменских племен в средние века в пределах Центральной Азии и Среднего Востока, племя урегир оставило свои следы в топонимике разных стран:
Юрегир — район в провинции Адана (Турция), в настоящее время является частью города Адана. Всего на территории Турции, имеется девять населенных пунктов, название которых происходит от наименования туркменского племени урегир. 